# Симада (причёска)
Симада (яп. 島田) — японская женская причёска, разновидность пучка. Сегодня симаду носят почти исключительно гейши и таю (разновидность юдзё), но в период Эдо её носили девушки 15—20 лет, до замужества. Как и другие причёски, украшается кандзаси.

## Название
Происхождение названия доподлинно неизвестно, есть несколько теорий. Одна из них связывает с почтовой станцией Симада-дзюку (яп. 島田宿, современный Симада) на тракте Эдо — Киото. Якобы девушки легкого поведения стали носить такие причёски для привлечения клиентов. Отмечая такую традицию, в городе Симада даже по сей день проводят фестиваль причёсок симада. По другой теории такую причёску носил исполнитель женских ролей в театре кабуки Кадзуёси Симада. Также есть предположение, что это искажённое слово しめた, симэта, «затянутый».

## Основные типы
- така-симада (яп. 高島田, высокая симада) — пучок в этой причёске поднят выше всего. Её носят на традиционной свадьбе, сегодня обычно используется парик;
- гэйся-симада (яп. 芸者島田, симада гейш) — рабочая причёска гейш с бакумацу;
  - кёфу-симада (яп. 京風島田 кё:фу: симада, киотосская симада) — разновидность гэйся-симада, придуманная гейшами Киото;
- цубуси-симада (яп. 潰し島田, сломанная симада) — пучок цубуси-симады перетянут шёлковым шнуром. Раньше её носили женщины среднего возраста, а сегодня эту причёску можно увидеть на гейшах Киото на праздниках Мияко одори и Камогава одори;
- суйся-магэ (яп. 水車髷, узел «водяная мельница»).

Молодые гейши Токио носят парики с «така-симада», а более опытные — «цубуси-симада» (фото).
- Така-симада в профиль
- Свадебная симада
- Гейша в парике с симадой